# Overhaulin'
Overhaulin' fue un reality estadounidense de automovilismo, tuvo nueve temporadas que fueron transmitidas por TLC entre 2004-2016. El programa sigue estando disponible a través de repeticiones y sindicación. Para el cuarto trimestre de 2012 volvió para otras temporadas de la mano de WATV Prods. en el canal de Discovery, Velocity, finalizando en 2015.

## Anfitriones
Los anfitriones del programa eran el diseñador de automóviles Chip Foose y el actor Chris Jacobs, el creador y productor fue Bud Brutsman. Courtney Hansen fue la coanfitriona del programa hasta 2005, cuando dejó el programa para seguir otros intereses. Más tarde, ella condujo el programa Powerblock. Fue reemplazada por la esposa del productor ejecutivo, Adrienne Janic (AJ en el programa). A diferencia de Courtney, AJ no suele hacer el "trabajo sucio". Courtney participaba frecuentemente en el desarmado inicial del automóvil destacado.

## Concepto
La premisa del programa era que una "víctima" fuera nominada por sus familiares o amigos para que su coche sea remodelado. Su coche, generalmente antiguo y en mal estado, era obtenido mediante algún tipo de engaño. Por ejemplo, siendo remolcado por la "policía".  .
Aunque en episodios más recientes los propietarios a veces eran bromeados por los anfitriones y presentados a Foose(De manera similar a Pimp My Ride) sin requerir tanto el esquema de "engaño" en uno de estos ejemplos incluso se le brindó un Vehículo sustituto mientras arreglaban el suyo lo cual derivó en un concepto mucho más amable que el del mismo engaño antes realizado.
Una parte importante del programa eran los engaños telefónicos a la víctima por parte de los anfitriones (a veces haciéndose pasar por policías) mientras Chip Foose y un equipo de mecánicos (llamados "Equipo A") tenían una semana para convertir el coche en una obra maestra de la modificación de coches.
Si bien el programa se centra en coches de California el 30 de agosto de 2006 los anfitriones anunciaron en el CNN Center que remodelarían el Humvee usado para la cobertura de CNN de la Guerra de Irak.
Recientemente, el programa ha reparado vehículos más modernos, expandiéndose más allá del tema de la temporada inicial. Algunos seguidores han criticado esta evolución, asegurando que Foose trabaja mejor con coches antiguos no obstante nuevas generaciones ven con buenos ojos que los vehículos más recientes sean tocados por Foose.
A diferencia de Pimp My Ride, Overhaulin si tiene por objetivo una renovación total del mismo automóvil incluso en partes como carrocería, motor, suspensión más a fondo, además de rediseño y adaptación de interiores acorde a un esquema propuesto por los gustos del propietario con piezas Foose,o de terceros que también son patrocinantes, en resumen aquí si se da una completa restauración al vehículo para recuperar su condición óptima, similar a como cuando salía nuevo.
El fin de transmisiones se dio en 2015 cerrando por completo el programa.